# ميرسك مولر
ميرسك أرنولد إم-سي كيني مولر (بالدنماركية: Arnold Mærsk McKinney Møller)‏ (13 يوليو 1913 -16 أبريل 2012) كان قطب الشحن البحري بالدانمارك.

## حياته الشخصية

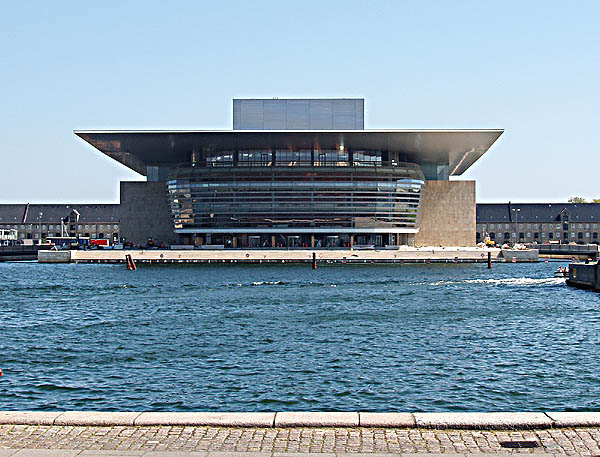
أوبرا كوبنهاجن 2004

ميرسك هو ابن رجل الأعمال الدانماركي أرنولد بيتر مولر مؤسس (مجموعة مولر التجارية) وأبن لأم أمريكية، تزوج مولر صديقته بمرحلة الثانوية إيما راسموسين في عام 1940 وبقيا متزوجين حتى وفاتها عام 2005 وأنجبا 3 بنات هم ليسي (مواليد 1941) وكيرستين (مواليد 1944) وآني (مواليد 1948).تم وضعه على لائحة فوربس بترتيب 557 لأكثر الأشخاص ثراءً في العالم عام 2007 وبثروة تقدر بـ123 مليار كورون دانماركي والتي جعلت منه أغنى شخص في الدنمارك حتى وفاته.

## الأنشطة التجارية
أصبح مولر شريكاً في مجموعة (مولر ا ف ب - مايرسك) في عام 1940.عندما أُحتلت الدنمارك من قبل ألمانيا النازية خلال الحرب العالمية الثانية مولر ذهب إلى المنفى في الولايات المتحدة، وكان يدير شركة عائلية من نيويورك حتى عودته إلى الدنمارك في عام 1947. وأصبح مولر الرئيس التنفيذي ورئيس مجلس الإدارة بعد وفاة والده عام 1965. في عام 1970، أصبح مولر أول شخص غير أمريكي عضو في مجلس إدارة شركة آي بي إم، وهو منصب شغله حتى عام 1984.
تنازل مولر عن منصب الرئيس التنفيذي في عام 1993 لصالح سودربرغ جيس، ولكن بقي في منصب رئيس مجلس الإدارة حتى عام 2003 عندما بلغ - سن 90 - تقاعد تماما، ويسيطر شخصيا على جزء كبير من أسهم الشركة قبل وفاته، وهو يُعتبر عموما واحداً من رجال الصناعة الأكثر احتراما في الدنمارك، وكان يُعجب به الكثيرون.
عند وفاته كان ثاني أغنى رجل في الدنمارك بعد كيرك كريستيانسن، وفقا لمجلة فوربس قائمة المليارديرات في عام 2007.ولكن هذا الامر مختلف من جانب مجلة Berlingske Nyhedsmagasin الدنماركية المالية، التي وضعت مولر كالأول في الدنمارك وقدرت ثروته في 2006 بـ 141.2 مليار كورون، وثروته الشخصية بـ 7.0 مليار كرونة. وضِعت معظم ثروة مولر في أسس السيطرة على (مولر ا ف ب - مجموعة ميرسك).

### نفط بحر الشمال
في عام 1962 مُنحت شركة ميرسك امتياز لمسح واستغلال موارد النفط والغاز الطبيعي في الدنمارك، مما يجعل شركة ميرسك تحتكر هذا المجال. وقد تم تجديد الاتفاق 40 عاما في عام 2003، مما تسبب في بعض المناقشات.لا تتأثر الضريبة المدفوعة للدولة من تذبذب أسعار النفط، وهذا يعني أن شركة ميرسك يمكن أن تحصل على أرباح أكبر من السابق بكثير في بعض الأحيان مع ارتفاع أسعار النفط. كذلك، فإن نسبة الضريبة ليست سوى 69%، في حين أن النرويج لديها 80%، وبريطانيا رفعت ضريبة النفط في عام 2006 بسبب ارتفاع الأسعار.وفقا لمعلومات الصحف في 4 تشرين الثاني 2007، كان سعر النفط منذ اتفاق عام 2003 ارتفع من 22 إلى 96 دولارا للبرميل الواحد، وهذا يعني ان الشركة في أربعين سنة ليس فقط ستكسب الربح المتوقع من 87 مليار كرون، ولكن ستكسب 346 مليار كرون.وقد انخفضت رغبة أطراف الحكومة الدانماركية بتغيير الاتفاق أو رفع ضريبة النفط.

## أعماله الخيرية
ساهم مولر بالعديد من التبرعات الكبيرة كاستعادة الآثار التاريخية، وتعزيز المالية والتعاون الثقافي مع الأقليات الدانماركية من شليسفيغ الجنوبية وبقية الدول الإسكندنافية، ودعم العلوم والنقل البحري في الدنمارك. وأيضاً وبتكلفة قدرها 2.3 مليار كرون تبرع مولر لبناء دار أوبرا كوبنهاغن وهي واحدة من دور الأوبرا الأغلى من أي وقت مضى. وهي تقع مباشرة عبر الميناء من المقر الملكي، وقصر أملينبورج، وعلى مرمى البصر من مقر شركة ميرسك.

## أوسمة
- الحمالة الكبرى للوسام العلوي (2007)[7]

## وفاته
توفي مولر في 16 أبريل 2012 بعمر ناهز الـ 98 عاماً، وتزامنت وفاته مع عيد ميلاد ملكة الدانمارك مارغريت الثانية.

## روابط خارجية
- ميرسك مولر على موقع مونزينجر (الألمانية)
- ميرسك مولر على موقع إن إن دي بي (الإنجليزية)